# Solidão - II
Solidão – II é um livro escrito por Irene Lisboa e publicado em 1965.
Como o seu primeiro livro, publicado em 1939 com o pseudónimo de João Falco e o título de Solidão – Notas do Punho de uma Mulher, Solidão-II é uma espécie de diário íntimo onde Irene Lisboa, na sua habitual linguagem directa e sincera, dá a conhecer novos fragmentos íntimos e literários da sua personalidade de escritora.
As duas partes mais importantes deste livro, «Queixa» e «Deploração», que revelam-se como duas partes de um todo que não está apenas nestas páginas de Solidão, mas se reparte e se faz ouvir em muitos outros dos seus livros que agora têm sido reeditados.
Repositório de impressões ao longo de uma vida de sofrimento e desilusão, enfim, de abandono e entrega a si mesma, Irene Lisboa fala de histórias amargas e humanas em redor de uma sentida e reinventada solidão, denotando esse travo amargo de uma mulher que, ao queixar-se de si própria, se queixa afinal das queixas do mundo e da vida que tanto lhe pesaram.
Editado em 1966, Portugália Editora e pela segunda vez em 1999 pela Editorial Presença , com prefácio e notas de Paula Morão. 